# 等待野蛮人
《等待野蛮人》（英語：Waiting for the Barbarians），是南非英語作家约翰·马克斯韦尔·库切的政治恐怖题材的长篇小说。该长篇小说荣获“费柏纪念奖”、“布莱克纪念奖”。

## 写作和出版
《等待野蛮人》在1980年写完并且出版。

## 内容
在一個沒有明確的時代和地點裡，由一位擔任邊疆殖民地治安官的視角出發，講述帝國討伐野蠻人的經歷，帶出帝國主義、殖民文化、種族隔閡、文明衝突等問題。

## 主题和风格
该书通过叙述老男少女之间的性爱故事，深刻剖析了南非的国家、种族、文化和意识形态的冲突。

## 影响
该长篇小说受到约瑟夫·康拉德的深深影响。

## 译著
简体中文版本已经由翻译家文敏翻译。